# Abyssoanthidae
Az Abyssoanthidae a virágállatok (Anthozoa) osztályába és a Zoantharia rendjébe tartozó család.
A WoRMS adatai szerint 2 elfogadott faj tartozik ebbe a korallcsaládba. Ezt a családot még nem sorolták be a renden belül, valamelyik alrendbe.

## Rendszerezés
A családba az alábbi 1 nem és 2 faj tartozik:
- Abyssoanthus Reimer & Fujiwara in Reimer, Sinniger, Fujiwara, Hirano & Maruyama, 2007
  - Abyssoanthus convallis Reimer & Sinniger, 2010
  - Abyssoanthus nankaiensis Reimer & Fujiwara in Reimer, Sinniger, Fujiwara, Hirano & Maruyama, 2007 - típusfaj